# シティエフエム静岡

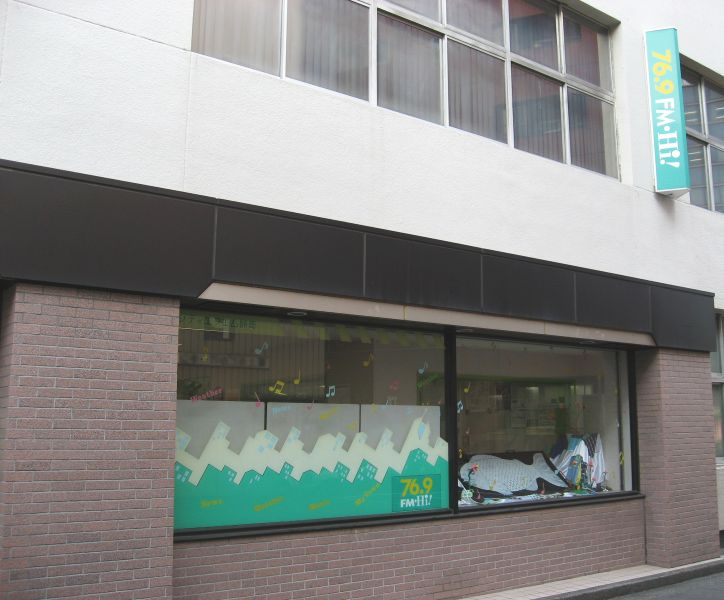
シティエフエム静岡 旧本社スタジオ

シティエフエム静岡（シティエフエムしずおか）とは静岡県静岡市にあったコミュニティ放送である。愛称は「FM-Hi!」。開局時は旧静岡市（現葵区および駿河区）を放送対象地域とした。
2025年4月1日、清水区を中心に放送をしていたエフエムしみずに吸収され「エフエムしみず静岡」（S-Wave）となった。
周波数（76.9MHz）・本社・演奏所・送信所はシティエフエム静岡を継承しているものの、法人格や放送免許（JOZZ6AC-FM）はエフエムしみずのものが継承されているため、シティエフエム静岡（JOZZ6AG-FM）としては2025年3月で廃局となった。

## 概要
開局時から2001年3月31日までは周波数76.5MHz、出力10Wで送信していたが、一部の地域で同じ市内の清水区にあるエフエムしみず（愛称はマリンパル　76.3MHz）との混信問題が発生していたため、出力増力に合わせて2001年4月から現在の周波数に変更された。混信回避の名残か水平偏波のため一般的なFMラジオと違いアンテナを水平方向に伸ばすことで受信感度が改善される。周波数の変更と共に番組編成が大幅にリニューアルされ、J-WAVEのネット比率が増加している。そのため番組表などにはFM-Hi! 76.9 with J-WAVEと表記されることが多い。
番組は、基本的には同社サテライトスタジオからの生放送及びスタジオ収録が主体であるが、イベント開催時には会場にサテライトスタジオを設置して生放送を行う場合がある。特に大道芸ワールドカップin静岡に於いては、駿府城公園内メイン会場傍にサテライトスタジオを設置し、特別番組の編成を組んだうえで、出演アーティストの変更や迷子、イベントなどの情報をリアルタイムで放送する他、出演アーティストのインタビュー等も実施している（その場合J-WAVEの番組は一部休止）。
2013年に本社とスタジオを静岡新聞別館1階（葵区紺屋町、現存せず）から青葉通りにある毎日江崎ビル6階（葵区七間町）に移転し、9月9日から新スタジオでの放送を開始した。これに伴う電話番号、メールアドレス等の変更は行われていない。旧本社、スタジオにはサテライトスタジオが設けられていたが、移転先である毎日江崎ビルには既存のビル内にスタジオを設けているということもあり、当初よりサテライトスタジオは設けられていない。

## 内容
- 朝、昼、夕に生ワイドとカルチャー・情報などを中心にした番組構成。平日夜と土・日曜の午後はJ-WAVEの番組をネット。

### 主な番組
（月曜 - 金曜）
- あさラジ!@Morning（2006年4月 - ）
- 76.9HITZ DRIVE
- ひるラジ!@静岡情報館（2006年4月 - ）
- ゆうラジ!@Radio魂（ソウル）（2006年4月 - ）
- TAKE FIVE（1998年4月 - ）
- Hawaiian Wave（2006年10月 - ）
- Sound Space LIFE TIME（2006年4月 - ）

（土曜・日曜）
- cha! cha! サタデー（2006年4月 - ）
- 健康ネットワーク（2006年10月 - ）
- あの町この人
- さわやか談話室（2006年4月 - ）
- 大道芸ワールドカップ市民パワーステーション（毎年9月から12月までの期間限定放送）

過去に放送されていた番組
- Morning WAVE（2006年3月で終了）
- Rest La Ture（2006年3月で終了）
- FRIDAY into the GROOVE（2006年3月で終了）
- Hi!テンションBOX（2006年3月で終了）
- TONY'S HONOLULU（2006年9月で終了）
- 静岡流行生活情報誌[ Mode Flavor ]（2005年9月で終了）
- FUN×FUN SATURDAY（2006年3月で終了）
- Sound Area B★B Town（2006年3月で終了）
- 3arrows（2006年3月で終了）
- BORN in the PEACH（2006年3月で終了）
- SUNDAY TALK BOX（2006年3月で終了）
- the music（2005年6月で終了）
- Sunday Sound Splash+（2006年3月で終了）
- Le Festval Français
- ザ・ネクスト・プロジェクト〜魅力アップ静岡・政令市
- Jambo!Paradise Eve
- 週刊FM-Hi!（2006年10月 - ）

- タイムテーブル

## FM-Hi!時代のパーソナリティ
- DJ PAT
- 大村水都生
- 北澤ちづる
- 高田梨加
- TJ
- スナオマサカズ（ボイス・アルファ所属）
- Kacomaru。
- 矢内博一（同じ静岡市内のコミュニティFM、エフエムしみずでもパーソナリティを担当）
- 鈴木克馬（清水エスパルススタジアムDJ）
- 林三景
- 相川香（元静岡朝日テレビアナウンサー、ボイス・アルファ所属）
- 佐藤方美（元エフエムしみずパーソナリティ）
- 佐藤みえ
- 牧野としこ
- 梅原克江
- 渡邊真紀
- 山田門努
- ジル